# Friedrich Ferdinand Leopold von Heidenreich
Friedrich Ferdinand Leopold Heidenreich, seit 1803 von Heidenreich, (* 18. Dezember 1754 in Rüdersdorf; † 14. April 1836 in Berlin) war ein preußischer Generalmajor.

## Leben

### Herkunft
Er war der Sohn des Amtsrates in Rüdersdorf Friedrich August Heidenreich und dessen Ehefrau Dorothea Luise, geborene Thiele. Sein Onkel war der Obertribunalpräsident Carl Ludwig Heidenreich (1732–1804).

### Militärkarriere
Im Jahr 1771 kam Heidenreich zur Feldartillerie der Preußischen Armee und nahm 1778/79 am Bayrischen Erbfolgekrieg teil. Am 31. Januar 1779 avancierte er zum Sekondeleutnant und kämpfte 1792/94 im Ersten Koalitionskrieg. Am 3. April 1795 wurde er zum Premierleutnant im 1. Artillerie-Regiment befördert. Dort stieg Heidenreich am 12. Oktober 1798 zum Stabskapitän auf und kam am 4. Dezember 1802 als Hauptmann und Kompaniechef in das 4. Artillerie-Regiment. König Friedrich Wilhelm III. erhob Heidenreich am 18. September 1803 in den erblichen preußischen Adelsstand.
Während des Vierten Koalitionskrieges kämpfte er bei der Verteidigung von Graudenz und erhielt dafür am 9. Dezember 1809 den Orden Pour le Mérite. Noch kurz vor dem Frieden von Tilsit wurde er am 16. Mai 1809 zum Major befördert und am 21. Juni 1809 zur Brandenburgischen Artillerie-Brigade versetzt. Heidenreich kämpfte in den Befreiungskriegen, wurde am 24. Februar 1814 Oberstleutnant und am 6. August 1815 Oberst. Am 16. März 1816 erhielt er seinen Abschied mit dem Charakter als Generalmajor und einer Pension von 800 Talern. Er starb am 14. April 1836 in Berlin und wurde am 17. April 1836 auf dem Garnisonfriedhof beigesetzt.
In seiner Beurteilung aus dem Jahr 1804 heißt es: „Akkurat und brauchbar im Dienst, auf den man in allen Fällen rechnen kann, von unbescholtenem Charakter“.

### Familie
Seine erste Frau war Friederike Charlotte Siegfriede Werkentin, mit der Heidenreich die Tochter Luise Friederike Amalie (* 12. April 1800) hatte.
Nach ihrem Tod heiratete er am 20. Juli 1804 in Königsberg Sophie Bernhardine Elisabeth Anderson (* 3. Februar 1776; † 19. April 1816) aus Memel. Das Paar hatte mehrere Kinder:
- Sophie (* 29. Juli 1806; † nach 1837)
- Ferdinand Ludwig Otto Leopold (* 1808; † 12. Dezember 1813)
- Julias Adolf Bernhard Theodor (* 1809; † 12. Dezember 1813)
- Luise Wilhelmine Charlotte Auguste (* 17. September 1811)
- Agnes Ferdinandine Bernhardine Henriette (* 31. Mai 1813)